# Sân bay Saratov Tsentralny

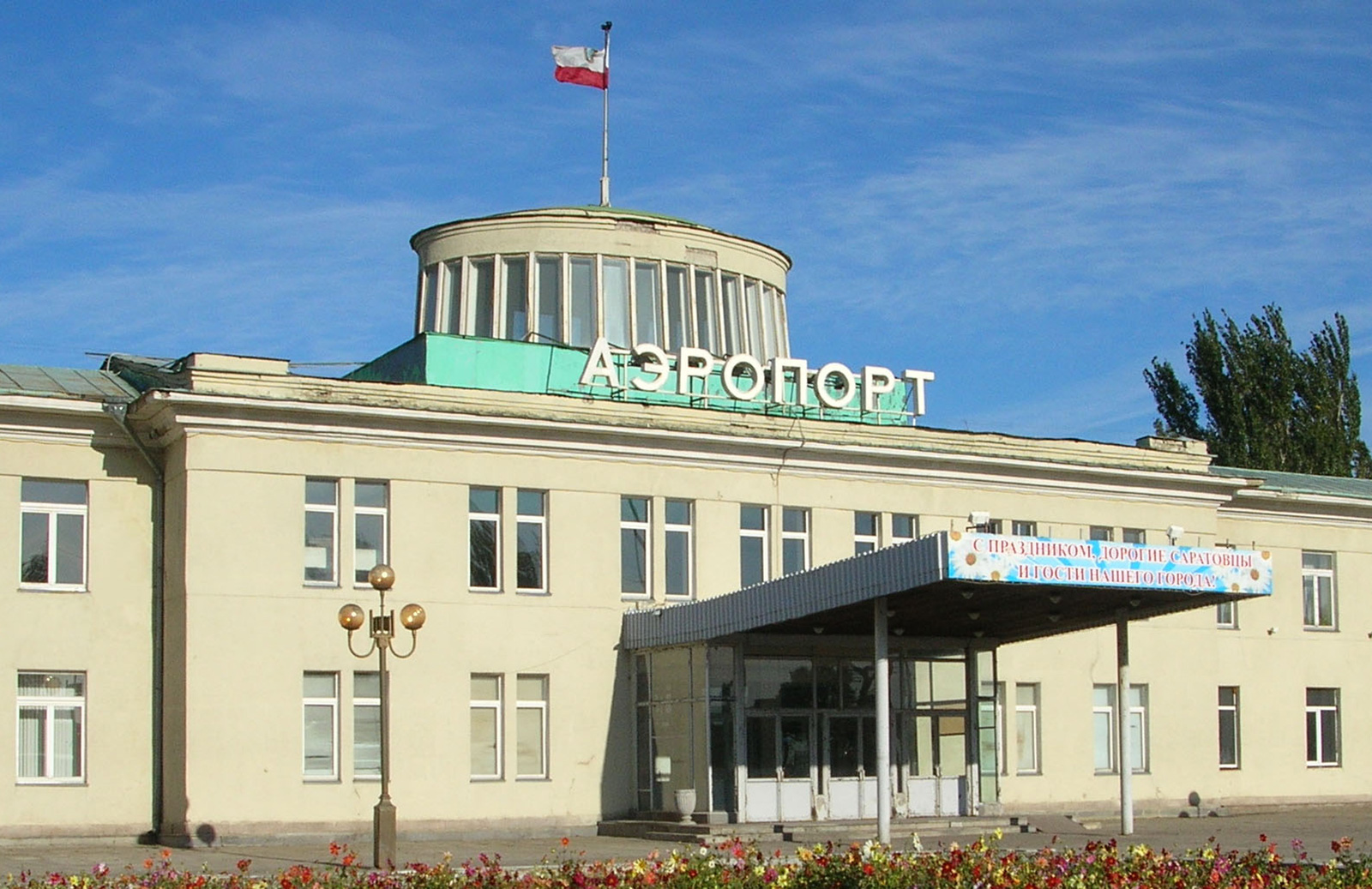
Аэропорт Центральный (Саратов)

Sân bay Tsentralny (tiếng Nga: Аэропорт Центральный) (IATA: RTW, ICAO: UWSS) là một sân bay quốc tế ở gần thành phố Saratov của Nga.
Sân bay này là trung tâm hoạt động của hãng hàng không Saravia, một hãng hoạt động ở Nga và SNG.

## Các hãng hàng không và các điểm đến
- Komiinteravia (Syktyvkar)
- Saravia (Frankfurt, Moskva-Domodedovo, Penza)